# Утияма, Рёю
Рёю Утияма (яп. 内山 龍雄 Утияма Рё:ю:, 28 августа 1916 года — 30 августа 1990 года) — японский физик-теоретик, работавший в области физики элементарных частиц, теории калибровочных полей и теории гравитации.
На русский язык переведены его книги «Теория относительности», «К чему пришла физика».

## Биография
- Учился в Осакском университете, закончил его в 1940 году.
- Институт фундаментальных исследований, Принстон, США (1954—1956)
- Университет Тэдзукаяма[англ.], Япония, на должности ректора.